# Jupiter (平原綾香の曲)
『Jupiter』（ジュピター）は、2003年12月17日に発売された日本の歌手・平原綾香のデビュー曲であり1枚目のシングル。

## 解説
イギリスの作曲家グスターヴ・ホルストの管弦楽組曲『惑星』の第4楽章「木星」の中間部Andante maestosoの旋律（「木星」の第4主題）に、吉元由美が歌詞を付けたものである。
ホルストは1934年に亡くなっており、当時の日本の著作権法では死後50年で著作権が消滅するため、
「木星」の著作権は、「Jupiter」が発表された2003年時点で、戦時加算を考慮しても、日本における著作権の保護期間が終了しており、著作権も消滅している。
CDデビューにあたり、ホルストの原曲に日本語の歌詞をのせて歌うことを提案したのは平原自身であり、歌詞の一部には、平原自らが書いた言葉“私の両手で何ができるの?”“ありのままでずっと愛されている”“いつまでも歌うわあなたのために”などが織り込まれている。この歌詞は、フジテレビで放映された「ザ・ノンフィクション『短い命を刻む少女：アシュリーの生き方』」に影響を受けている。
CDは初回生産盤のみデジパック仕様であった。ミュージック・ビデオは、平原が当時在学していた洗足学園音楽大学（川崎市）の前田ホールで撮影された。
当初はノンタイアップだったが、フジサンケイグループ広告大賞のエンディングテーマで流れ、その後はさまざまなテレビ番組やドラマ、CMの挿入歌などに使われている。
2004年10月23日の新潟県中越地震の際、被災者を勇気付ける応援歌として新潟県内のラジオ局で多くリクエストされた。被災翌年の2005年から長岡まつり大花火大会で打ち上げられている復興祈願花火「フェニックス」では、本曲がBGMとして使用されている。2005年8月3日（花火大会2日目）には平原自身が来場し、花火大会に先立って歌唱を披露している。当初は打ち上げ時間に合わせて約3分に短縮して使用されていたが、地震発生から10年を迎えた2014年以降は、曲をカットすることなく使用している。
2006年5月28日にシングルCDの出荷枚数が100万枚を突破。着うた等のダウンロード件数は160万件を突破するなどロングセラーとなっている。オリコン週間チャートで1位を獲得せずにデビュー曲がミリオンを突破したのは倉木麻衣のデビュー曲「Love, Day After Tomorrow」（1999年）以来7年ぶりとなった。
2007年12月31日に行われた『第58回NHK紅白歌合戦』では、長岡市山古志地区からの中継を交え、「Jupiter」のアレンジバージョンを披露した。
東日本大震災が発生した2011年には再び多くのリクエストが寄せられるようになり、『FNS音楽特別番組』などでも披露された。
フェイス・ワンダワークスが2015年に発表したGIGAエンタメロディで15年間で最も多くダウンロードされた着信メロディを集計した「着信メロディ15年間ランキング」において17位にランクインされた。
2016年8月6日に川崎市等々力陸上競技場で行われたJリーグ・川崎フロンターレの試合で、宇宙関連企画としてハーフタイムに、この曲が平原本人によりスタジアムのトラック上で歌われた。
2020年8月8日放送のNHKの特別番組『ライブ・エール』では、平原がイタリア・クレモナ在住のヴァイオリニスト横山令奈とリモートで共演し、本曲を披露した。
2024年7月1日から2025年3月14日までは、洗足学園音大の最寄り駅である東日本旅客鉄道（JR東日本）南武線武蔵溝ノ口駅において発車メロディとして使用されていた。これは駅の所在する川崎市の市制100周年と学校法人洗足学園の創立100周年を記念して企画されたもので、同市から依頼を受けた平原が自ら制作した音源が使用されていた。導入初日には駅構内で記念セレモニーが開催され、平原と洗足学園音大の現役学生らによって本曲が披露された。使用終了後の2025年3月20日からは、平原のYouTubeチャンネルにおいて同メロディのマスター音源が公開されている。

## 収録曲
1. Jupiter（6分03秒）
作詞：吉元由美／作曲：G. Holst／編曲：坂本昌之
2. 蘇州夜曲（3分56秒）
作詞：西條八十／作曲：服部良一／編曲：小林信吾

## 収録アルバム
Jupiter
- オリジナル・アルバム『ODYSSEY』
- オリジナル・アルバム『The Voice』(英語バージョンで収録)
- カバー・アルバム『my Classics!』
- ベスト・アルバム『Jupiter〜平原綾香ベスト〜』
- ベスト・アルバム『10周年記念シングル・コレクション 〜Dear Jupiter〜』
- ベスト・アルバム『my Classics selection』
- ベスト・アルバム『平原綾香ドラマ・映画ワークスセレクション』
- ベスト・アルバム『15th Anniversary All Singles Collection』
- ライブ・アルバム『Save Your Life 〜AYAKA HIRAHARA All Time Live Best〜』(2018年のライブの音源を収録)

蘇州夜曲
- オリジナル・アルバム『ODYSSEY』

## 採用実績
- 公共広告機構（現：ACジャパン）「臨時キャンペーン・災害支援『できること』篇」CMソング（2005年）
- 3年B組金八先生（第7シリーズ・2004 - 2005年）（TBS）
- もしもツアーズ（フジテレビ）
- 地球45億年の奇跡II フードプラネット 食べる惑星（2005年2月21日 - 24日）
- 復興祈願花火『フェニックス』のBGM（新潟県長岡市『長岡まつり大花火大会』、2005年-）
- ZERO特別版 NNN総力取材! だれもひとりじゃないスペシャル（日本テレビ）（2006年12月28日）※本人が生出演で歌った。
- 仙台放送 - デジタル放送用のオープニング
- tvk「sakusaku」エンディングテーマ（2004年1月度）
- テレビ東京系「地球VOCE」テーマソング（2011年5月）

## カバー
Jupiter
- 如月千早（今井麻美）「Gratitude 〜グラッティテュード・感謝〜」（2006/4/24）
- Dr.Metal Factory「カヴァメタ Now」（2006/6/24）
- 武田雅治（Skoop On Somebody） 「恋歌〜THE LATEST J-LOVE BALLAD HITS COLLECTION〜」（2006/9/20）
- 松下耕が混声四部合唱版に編曲した楽譜が存在（編曲都合上、一部歌詞を省略してある）。
- 元アリスターのスコット・マーフィー 「Guilty Pleasures II」（2008/7/9）
- 布施明 「Ballade II」（2009/4/8）
- 五木ひろし「流行歌2」（2010/8/25）
- 桑田佳祐（サザンオールスターズ）
2013年のAAAイベント『昭和八十八年度!第二回ひとり紅白歌合戦』でカバー。
- 島津亜矢『SINGER 4』（2017/9/20）
- Little Glee Monster「juice」（2018/1/17）
2017年10月期放送のTBSテレビ系連続ドラマ『陸王』の劇中歌に使用された。